# Спивакова, Сатеник Зарэевна
Сатеник Зарэевна (Са́ти) Спивакова (род. 7 января 1962, Ереван, Армянская ССР, СССР) — советская и российская киноактриса, телеведущая и журналистка.

## Биография
Родилась 7 января 1962 года в Ереване, в семье музыкантов. Отец — скрипач Зарэ Саакянц, мать — пианистка Аида Аветисова.
Окончила музыкальную школу в Ереване, в 1983 году — режиссёрский факультет ГИТИСа (педагоги А. В. Эфрос, И. М. Туманов).
В 2000 году была автором и ведущим документального цикла «Сати Спивакова. Мои истории» на телеканале «Культура».
С 2001 по 2004 год вела программу «Сати» на ОРТ/Первом канале,
с 2005 по 2010 год — ведущая программы «Камертон» на телеканале «Культура».
С мая 2010 года стала вести программу «Сати. Нескучная классика» на этом же телеканале (передача получила ТЭФИ в номинации «Музыкальная программа. Классика»).
В 2002 году вышла книга Сати Спиваковой «Не всё», а в 2020 — «Нескучная классика. Ещё не всё».

## Личная жизнь
Муж — Владимир Теодорович Спиваков, советский и российский скрипач и дирижёр, народный артист СССР. Дочери — Екатерина, Татьяна, Анна и Александра.

## Фильмография
- 1980 — Лирический марш — Мариам (в титрах — Сати Саакянц)
- 1983 — Ануш — Ануш
- 1986 — Чужие игры — Ашхен (в титрах — Сати Саакянц)
- 2011 — Последняя сказка Риты — главный врач

## Театр
- 2016 — «Машина Мюллер» (режиссёр — Кирилл Серебренников) — спектакль Гоголь-центра
- 2019 — «Наше всё… Тургенев. Метафизика любви» (режиссёр Дмитрий Сердюк) — спектакль Театра наций
- 2020 — «Моими глазами» (режиссёр Дмитрий Сердюк) — спектакль-концерт Театра наций
- 2022 — «Канарейка» (режиссёр Дмитрий Сердюк) — спектакль Театра наций о последних днях жизни Марии Каллас

## Награды
- Орден Дружбы (5 апреля 2013 года) — за большие заслуги в развитии отечественного телерадиовещания, культуры и многолетнюю плодотворную работу[7]
- Царскосельская художественная премия (2023 год)[8]